# Маловодяное (Кропивницкий район)
Малово́дяное (укр. Маловодяне) — село в Долинской городской общине Кропивницкого района Кировоградской области Украины.
До 2020 года входило в состав Долинского района
Население по переписи 2001 года составляло 1057 человек. Почтовый индекс — 28505. Телефонный код — 5234. Занимает площадь 1,197 км². Код КОАТУУ — 3521984901.